# William Phillips (Geologe)

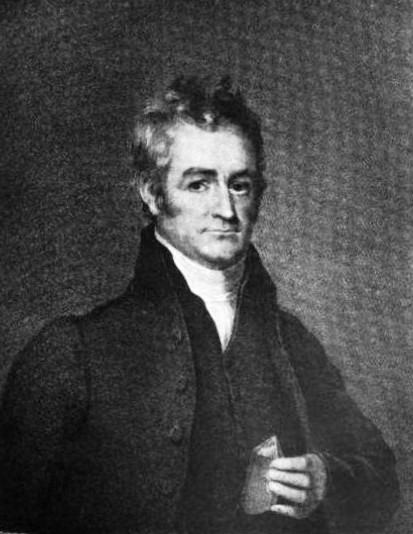
William Phillips

William Phillips (* 10. Mai 1775 in London; † 2. April 1828 ebenda) war ein britischer Geologe und Mineraloge.
Phillips war Quäker und Sohn des Druckers und Buchhändlers James Phillips (1745–1799) und seiner Frau Mary, geborene Whiting (1747–1808). Sein jüngerer Bruder Richard Phillips wurde später Chemiker. Mit William Allen, Luke Howard, William Haseldine Pepys, seinem Bruder Richard Phillips und anderen gründete er 1796 die Askesian Society, die bis 1807 bestand. 1807 war er Gründungsmitglied der Geological Society of London.
Er schrieb zu seiner Zeit einflussreiche Lehrbücher über Geologie und Mineralogie. Das Mineral Phillipsit ist ihm zu Ehren benannt.

## Schriften
- Outlines of Mineralogy and Geology, 1815.
- Elementary Introduction to the Knowledge of Mineralogy, 1816.
- A selection of Facts from the Best Authorities, arranged so as to form an Outline of the Geology of England and Wales, 1818.
- mit William Conybeare: Outlines of the Geology of England and Wales, 1822 (nur der erste Band erschien).